# 毛淡棉遵
毛淡棉遵（Mawlamyinegyun, 也拼作 Moulmeingyun ），缅甸南部城市。位于伊洛瓦底江河口段干流右岸，距伊洛瓦底省首府勃生东南75公里、仰光西南110公里。为缅甸有名的稻米生产中心。河运通兴实达(Henzada)等地。
为缅甸伊洛瓦底省拉布达（Labutta）地区毛淡棉遵镇所在地。